# Drinkin' Songs and Other Logic
Drinkin' Songs and Other Logic es el noveno álbum de estudio del cantante estadounidense Clint Black, lanzado por el sello Equity el 4 de octubre de 2005. Stephen Thomas Erlewine del sitio Allmusic opinó que «solo el título explica sobre todo lo que el álbum trata», además opinó que es «un poco tonto» el 'wah wah' en el riff de la guitarra de «Undercover Cowboy», pero agregó que «el resto del álbum fue bastante bueno».

## Lista de canciones
1. «Drinkin' Songs and Other Logic» (Black, Nicholas, Steve Wariner) – 3:17
2. «Heartaches» (Black) – 3:26
3. «Code of the West» – 3:43
4. «Rainbow in the Rain» – 2:22
5. «Undercover Cowboy» (Black) – 3:48
6. «Go It Alone» – 3:31
7. «Too Much Rock» – 3:01
8. «A Big One» (Black, Tim Nichols) – 2:57
9. «I Don't Wanna Tell You» – 3:12
10. «Back Home in Heaven» – 3:35
11. «Thinkin' of You» (Black) – 3:07
12. «Longnecks and Rednecks» – 3:02

Fuente:

## Personal

### Principal
- Clint Black—guitarra acústica, armónica, percusión, guitarra eléctrica, voz, corsita, bajo de arpa
- Dane Bryant—piano, corista, Fender Rhodes
- Dick Gay—batería
- Hayden Nicholas—guitarra eléctrica, guitarra baritone
- Jeff Peterson—Dobro, steel guitar
- Steve Real—corista
- Kimberly Roads—corista
- Steve Wariner—guitarra eléctrica
- Jimi Westbrook—corista
- Jake Willemain—bajo
- Martin Young—guitarra acústica

### Producción
- Clint Black—productor
- Zack Berry—coordinador de producción
- Ricky Cobble—ingeniero, mezcla
- Ray Rogers—ingeniero
- Steve Lockhart—técnico
- Hank Williams—masterizador

Fuente: